# Mycalesis xanthias
Mycalesis xanthias är en fjärilsart som beskrevs av Grose-smith 1896. Mycalesis xanthias ingår i släktet Mycalesis och familjen praktfjärilar. Inga underarter finns listade i Catalogue of Life.